# Alessandro Lucidi
Alessandro Lucidi (Venezia, 24 agosto 1947) è un montatore e regista italiano.

## Biografia
Inizia la sua carriera nei primi anni settanta, lavorando fra gli altri a vari film della commedia sexy all'italiana. In anni più recenti ha lavorato principalmente per la televisione.
Si è anche cimentato, in tre occasioni, nel ruolo di regista.

## Filmografia

### Montatore

#### Cinema
- La vittima designata, regia di Maurizio Lucidi (1971)
- Brigitte, Laura, Ursula, Monica, Raquel, Litz, Maria, Florinda, Barbara, Claudia e Sofia, le chiamo tutte "anima mia", regia di Mauro Ivaldi (1974)
- La profonda luce dei sensi (1975)
- L'educanda, regia di Franco Lo Cascio (1975)
- Calde labbra, regia di Demofilo Fidani (1976)
- Atraco en la jungla (1976)
- La padrona è servita, regia di Mario Lanfranchi (1976)
- La professoressa di lingue, regia di Demofilo Fidani (1976)
- L'inquilina del piano di sopra, regia di Ferdinando Baldi (1977)
- La ragazza del vagone letto, regia di Ferdinando Baldi (1979)
- Tranquille donne di campagna, regia di Claudio Giorgi (1980)
- Perché non facciamo l'amore?, regia di Maurizio Lucidi (1981)
- Il marito in vacanza, regia di Maurizio Lucidi (1981)
- La maestra di sci, regia di Alessandro Lucidi (1981)
- Sangraal, la spada di fuoco, regia di Michele Massimo Tarantini (1982)
- Gunan il guerriero, regia di Franco Prosperi (1982)
- Quella peste di Pierina, regia di Michele Massimo Tarantini (1982)
- La donna giusta, regia di Paul Williams (1982)
- Il trono di fuoco, regia di Franco Prosperi (1983)
- La discoteca, regia di Mariano Laurenti (1983)
- L'ammiratrice, regia di Romano Scandariato (1983)
- Maladonna, regia di Bruno Gaburro (1984)
- L'ultimo guerriero, regia di Romolo Guerrieri (1984)
- Jocks, regia di Riccardo Sesani (1984)
- Malombra, regia di Bruno Gaburro (1984)
- Il peccato di Lola, regia di Bruno Gaburro (1984)
- Un foro nel parabrezza (1985)
- Carabinieri si nasce, regia di Mariano Laurenti (1985)
- La venexiana, regia di Mauro Bolognini (1986)
- Un ponte per l'inferno, regia di Umberto Lenzi (1986)
- Penombra, regia di Bruno Gaburro (1986)
- Una donna da scoprire, regia di Riccardo Sesani (1986)
- The Black Cobra, regia di Stelvio Massi (1987)
- Il lupo di mare, regia di Maurizio Lucidi (1987)
- Tempi di guerra, regia di Umberto Lenzi (1987)
- Supysaua (1988)
- The Black Cobra 2, regia di Edoardo Margheriti (1988)
- La morte è di moda, regia di Bruno Gaburro (1989)
- Black Cobra 3 - Manila Connection, regia di Edoardo Margheriti (1990)
- Belle da morire, regia di Riccardo Sesani (1992)
- Un caso d'amore (1996)
- Raul - Diritto di uccidere, regia di Andrea Bolognini (2005)
- Questa notte è ancora nostra, regia di Paolo Genovese e Luca Miniero (2008)

#### Televisione
- La Certosa di Parma, regia di Mauro Bolognini – miniserie TV (1981)
- Una donna tutta sbagliata - miniserie TV (1988)
- Gli indifferenti, regia di Mauro Bolognini – miniserie TV (1988)
- Il gorilla – serie TV (1990)
- Il prezzo del denaro (1995)
- Ester (Esther), regia di Raffaele Mertes – film TV (1999)
- San Paolo, regia di Roger Young – miniserie TV (2000)
- Crociati – miniserie (2001)
- Il bacio di Dracula, regia di Roger Young – miniserie TV (2002)
- Imperium: Augusto (2003)
- Madre Teresa, regia di Fabrizio Costa – miniserie TV (2003)
- Don Bosco, regia di Lodovico Gasparini – miniserie TV (2004)
- Imperium: Nerone (2004)
- Callas e Onassis, regia di Giorgio Capitani – miniserie TV (2005)
- San Pietro, regia di Giulio Base – miniserie TV (2005)
- Meucci - L'italiano che inventò il telefono, regia di Fabrizio Costa – miniserie TV (2005)
- Nati ieri – serie TV, 1 episodio (2006)
- Don Matteo – serie TV, 6 episodi (2006)
- L'inchiesta, regia di Giulio Base – miniserie TV (2006)
- Guerra e pace, regia di Robert Dornhelm – miniserie TV (2007)
- Pompei, regia di Giulio Base – miniserie TV (2007)
- Coco Chanel, regia di Christian Duguay – miniserie TV (2008)
- Enrico Mattei - L'uomo che guardava al futuro, regia di Giorgio Capitani – miniserie TV (2009)

### Regista
- Al calar della sera (1992)
- Il marito in vacanza (1981)
- La maestra di sci (1981)

### Sceneggiatore
- Al calar della sera (1992)